# Capital Sound
Capital Sound — канадская евродэнс-группа.

## История
Capital Sound была образована в начале 1990-х в Оттаве — столице Канады (отсюда и название группы, которое можно перевести на русский язык как "столичный звук"). Первоначальными участниками группы стали вокалистки Натали Пейдж и Селин Гуиндон, а также музыканты и авторы текстов песен Мартин Брунет и Тостед Морган. Продюсером группы стал Мишель Пикар.
Дебютный альбом "Sussex Drive" был выпущен в 1994 году. В том же году вышли синглы "Desire", "In The Night" и "Higher Love". И альбом, и синглы стали очень успешными в Канаде, а также стали заметными за её пределами. В 1995 году группа была выдвинута на получение престижной премии Juno в категории "Лучшая танцевальная песня" сразу с двумя композициями — "In The Night" и "Higher Love", последняя из которых в итоге и принесла группе победу в этой номинации.
В 1995 году Натали Пейдж покинула группу, решив заняться сольной карьерой. На её место пришла новая вокалистка Донна Пирсон. В этом же году вышли два новых сингла на одном диске — "Love Comes Around" и "I Can't Wait".
В 1996 году был выпущен второй альбом под названием "And The Party Goes On", а также синглы "Give A Little Love" и "Boogie Oogie Oogie". В этих композициях звучание группы изменилось, отойдя от классического евродэнса.
Последним синглом группы стал "Your Love Is My Energy", выпущенный в 1997 году. После этого группа распалась.

## Дискография

### Альбомы
- Sussex Drive (1994)
- And The Party Goes On (1996)

### Синглы
- Desire (1994)
- In The Night (1994)
- Higher Love (1994)
- Love Comes Around (1995)
- I Can't Wait (1995)
- Give A Little Love (1995)
- Boogie Oogie Oogie (1996)
- Your Love Is My Energy (1997)